# Сапожников Григорій Кирилович
Григорій Кирилович Сапожников (рос. Григорий Кириллович Сапожников нар. 30 жовтня 1950, Одеса СРСР — пом. 26 грудня 2012, Одеса, Україна) — радянський футболіст, півзахисник. Майстер спорту СРСР (1974). Бронзовий призер чемпіонату СРСР (1974).

## Життєпис
Григорій Сапожников народився 30 жовтня 1950 року в Одесі на Молдаванці. Розпочинав грати у футбол в одеському «Локомотиві» у Бориса Григоровича Кричинивкіна.
У дублюючий склад «Чорноморця», який тренував Матвій Черкаський, Сапожников потрапив у 17 років, і відіграв за дублерів два роки, після чого разом з Володимиром Нечаєвим і Валерієм Москвичьовим був переведений до основного складу, яким керував Сергій Шапошников. Знамениту зв'язку Сапожников — Нечаєв, з яким Григорій дружив з малих років, відкрив Ахмед Аласкаров у «бронзовому» для «Чорноморця» 1974 році, в календарному матчі чемпіонату з московським ЦСКА. Обидва хавбека досить вдало взаємодіяли, що призвело в одному з епізодів до переможного голу, який забив після пасу Сапожникова Володимир Макаров.
Найбільш пам'ятний момент найуспішнішого для «Чорноморця» чемпіонату СРСР для Сапожникова — нереалізований пенальті в матчі з єреванським «Араратом». Півзахисник, який ніколи раніше не бив 11-метрові в офіційних зустрічах, схопив м'яч і побіг до «точки», як тільки арбітр вказав на неї. Рахунок на той час був нічийним. На жаль, удар у Сапожникова не вийшов, і якби не трапився рятівний гол Віктора Зубкова через декілька хвилин, цей епізод для Сапожникова став би найбільшою трагедією в кар'єрі.
У 1978 році на запрошення тренера залізничників Ігоря Семеновича Волчка (родич Галини Волчек по батьківській лінії) Сапожников перейшов в московський «Локомотив», в якому грав пліч-о-пліч з Валерієм Газзаєвим, Олександром Авер'янова, Валерієм Петракова і Гіві Нодія. Грав недовго. У «Локомотива» були важкі часи: за підсумками чемпіонату команда опустилася в першу лігу, а Сапожников повернувся в Одесу, після чого відправився в Нахічевань, в місцевий клуб другої ліги — «Араз». Але незабаром, в 1979 році, знову опинився у вищій лізі, потрапивши в бакинський «Нефтчі», який очолив Аласькаров.
Повернувшись з Азербайджану, з великого футболу Сапожніков пішов через дрібних травм. Продовжував грати на аматорському рівні в складі команди Одеського заводу імені Жовтневої революції, неодноразово вигравав чемпіонат і Кубок міста, а також чемпіонат і кубок області. У складі ветеранів «Рішельє» вже в 90-і роки став чемпіоном України. Планував бути тренером, але не став ним.
Два сина Григорія Кириловича - Вадим і В'ячеслав - народилися з різницею в тринадцять років, але в один день - 25 квітня. Молодший, В'ячеслав, виступає на аматорському рівні в першості Одеси з міні-футболу, старший, Вадим, професійний гравець з хокею на траві, виступав за збірну СРСР, а в 1994 році в складі «Одестрансстроя» став чемпіоном України і володарем Кубка країни.
У 2001 році Григорій Сапожніков був включений до числа найкращих футболістів Одеси XX століття й символічну збірну «Чорноморця» всіх часів.
Похований на Другому Християнському кладовищі Одеси.